# Дальнее (Кировский район)
Да́льнее  (до начала 1960-х Зеленого́рское; до 1945 года Акчора́-Ваку́ф; укр. Дальнє, крымскотат. Aqçora Vaqıf, Акъчора Вакъыф) — исчезнувшее село в Кировском районе Республики Крым, располагавшееся на юго-западе района, в северных отрогах горного массива Кубалач Внутренней гряды Крымских гор, примерно в 1,5 км к востоку от современного села Добролюбовка.

## История
Селение впервые в исторических документах упоминается в «…Памятной книжке Таврической губернии на 1902 год», согласно которой, в деревне Акчора-Вакуф Цюрихтальской волости Феодосийского уезда, не входившей ни в одно сельское общество, в 47 домохозяйствах (все дворы безземельные) числилось 232 жителя, из которых 117 мужчин и 115 женщин. Жители землёй не владели, в хозяйствах имелось 115 лошадей, 12 волов, 60 коров и 50 голов овец, свиней, или коз. По Статистическому справочнику Таврической губернии. Ч.II-я. Статистический очерк, выпуск пятый Феодосийский уезд, 1915 год, в деревне Акчора (вакуф) Цюрихтальской волости Феодосийского уезда числилось 47 дворов с татарским населением в количестве 232 человек приписных жителей.
После установления в Крыму Советской власти, по постановлению Крымревкома от 8 января 1921 года была упразднена волостная система и село вошло в состав вновь созданного Старо-Крымского района Феодосийского уезда, а в 1922 году уезды получили название округов. 11 октября 1923 года, согласно постановлению ВЦИК, в административное деление Крымской АССР были внесены изменения, в результате которых округа ликвидировались и Старо-Крымский район стал самостоятельной административной единицей. Декретом ВЦИК от 04 сентября 1924 года «Об упразднении некоторых районов Автономной Крымской С. С. Р.» Старо-Крымский район был упразднён и село включили в Феодосийский район. Согласно Списку населённых пунктов Крымской АССР по Всесоюзной переписи 17 декабря 1926 года, в селе Акчора Вакуф Бурундукского сельсовета Феодосийского района, числилось 53 дворов (все — крестьянские), население составляло 226 человек (все — татары), действовала татарская школа I ступени (пятилетка). Постановлением ВЦИК «О реорганизации сети районов Крымской АССР» от 30 октября 1930 года из Феодосийского района был выделен (воссоздан) Старо-Крымский район (по другим сведениям 15 сентября 1931 года) и село включили в его состав. К 1940 году был образован Акчора-Вакуфский сельсовет. По данным всесоюзная перепись населения 1939 года в селе проживало 218 человек.
В 1944 году, после освобождения Крыма от фашистов, согласно постановлению ГКО № 5859 от 11 мая 1944 года, 18 мая крымские татары были депортированы в Среднюю Азию. 12 августа 1944 года было принято постановление № ГОКО-6372с «О переселении колхозников в районы Крыма» и в сентябре того же года в село приехали первые переселенцы, 1268 семей, из Курской, Тамбовской и Ростовской областей, а в начале 1950-х годов последовала вторая волна переселенцев. С 1954 года местами наиболее массового набора населения стали различные области Украины. Указом Президиума Верховного Совета РСФСР от 21 августа 1945 года Акчора-Вакуф был переименован в Зеленогорское, а Акчора-Вакуфский сельсовет — в Зеленогорский. С 25 июня 1946 года селение в составе Крымской области РСФСР, а 26 апреля 1954 года Крымская область была передана из состава РСФСР в состав УССР. После ликвидации в 1959 году Старокрымского района село переподчинили Кировскому району. Время упразднения сельсовета и включения в Золотополенский пока не установлено: на 15 июня 1960 года село уже числилось в составе.
Указом Президиума Верховного Совета УССР «Об укрупнении сельских районов Крымской области» от 30 декабря 1962 года Кировский район был упразднён, и село присоединили к Белогорскому району. В тот период (по справочнику — с 1954 по 1968 годы), во избежание дублирования с другим Зеленогорским, село переименовали в Дальнее. 1 января 1965 года указом Президиума ВС УССР «О внесении изменений в административное районирование УССР — по Крымской области», село вновь включили в состав Кировского района. Ликвидировано в период с 1968 года, когда Дальнее ещё было записано в составе Золотополенского сельсовета, по 1977 год, когда оно уже значилось в списках упразднённых сёл Льговского сельсовета.

### Динамика численности населения
- 1902 год — 254 чел.[5]
- 1915 год — 232 чел.[6]
- 1926 год — 226 чел.[12]
- 1939 год — 218 чел.[15]